# Сусухунан

Современный герб сусухунанской династии Суракарты

Сусухуна́н (яв. susuhunan, буквально «тот, кого почитают») — монархический титул правителей яванских государств — Матарама (в поздний период) и Суракарты (изначально, c 1950 года носит сугубо церемониальный характер).
Иногда титул употреблялся правителями некоторых других государственных образований, существовавших на территории Индонезии. Все сусухунаны Суракарты, вплоть до настоящего времени, носят тронное имя Пакубуво́но с соответствующим порядковым номером.

## Происхождение и значение
Известно, что в период позднего средневековья слово «сусухуна́н», буквально означающее «тот, кого почитают» — от яванского глагола «суху́н» (яв. suhun — почитать, превозносить), использовалось на Яве в качестве почётного титула крупных исламских богословов. Впервые в качестве монархического титула он был принят в 1624 году правителем Матарама Агунгом (1593 — 1645 годы), носившим до того, как и большинство яванских монархов этого периода, титул султана. Потребность в изменении титула возникла после значительного расширения владений Агунга, в частности, за счёт завоевания им в 1624 году острова Мадура. Новый титул должен был демонстрировать превосходство Агунга над другими региональными властителями — султанами.
Титул приобрел наследственный характер — его воспринял сын Агунга Амангкурат I, занявший престол после смерти отца в 1645 году, и носили все последующие правители Матарама. После разделения Матарама по итогам Гиянтского соглашения в 1755 году титул был законодательно закреплён за принявшими его к тому времени правителями Суракарты — одного из двух монархических образований, созданных на территории Матарама. Примечательно, что все сусухунаны Суракарты при наследовании престола принимали тронное имя Пакубуво́но (яв. Pakubuwana, буквально «стержень мира»).
Сусухунаны Суракарты сохраняли формальный суверенитет до конца нидерландского колониального владычества в Индонезии, хотя их реальная власть постепенно ограничивалась и в итоге была минимизирована. Формальный суверенитет сохранялся ими и в период японской оккупации Явы во время Второй мировой войны.
Иногда титул сусухунана принимали правители некоторых государственных образований в других регионах Индонезии. Так, например, в 1772 году его принял султан Банджармасина Тахмидуллах II (индон. Tahmidullah II). Однако нигде, кроме Матарама и Суракарты, титул не становился наследственным и не использовался систематически.  
Большое распространение получила сокращенная версия титула — суна́н. Собственно, Суракарта с самого начала её существования как суверенной монархии приобрела официальное название «сунанат» (яв. kasunanan), хотя в большинстве зарубежных источников в отношении её традиционно употребляется термин «султанат» (яв. kasultanan) по аналогии с другими историческими государствами Явы Нового времени.

## Современное использование
После вхождения Суракарты в состав Республики Индонезии в 1950 году, она утратила даже формальный суверенитет. Однако за представителями бывшей правящей династии было законодательно закреплено право наследования титула сусухунана как церемониального. Кроме того, за наследником титула и его семьей было оставлено право проживания в суракартском дворце — кратоне, а также некоторые протокольные прерогативы.

## Сусухунаны Матарама
- Агунг, 1624 — 1645
- Амангкурат I,  1645 — 1677
- Амангкурат II, 1677 — 1703
- Амангкурат III, 1703 — 1705
- Пакубувоно I, 1705 — 1719
- Амангкурат IV, 1719 — 1727[13]

## Сусухунаны Суракарты
- Пакубувоно II,  1727 — 1749
- Пакубувоно III, 1749 — 1788
- Пакубувоно IV, 1788 — 1820
- Пакубувоно V, 1820 — 1823
- Пакубувоно VI, 1823 — 1830
- Пакубувоно VII, 1830 — 1858
- Пакубувоно VIII, 1859 — 1861
- Пакубувоно IX, 1861 — 1893
- Пакубувоно X, 1893 — 1939
- Пакубувоно XI, 1939 — 1944
- Пакубувоно XII, 1944 — 2004
- Пакубувоно XIII 2005 — настоящее время[14].

## Галерея

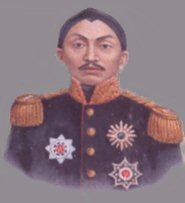
Пакубувоно VI
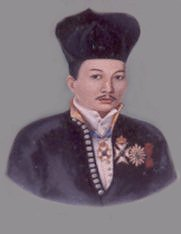
Пакубувоно VII
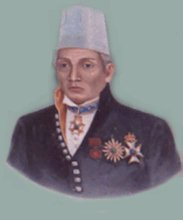
Пакубувоно VIII
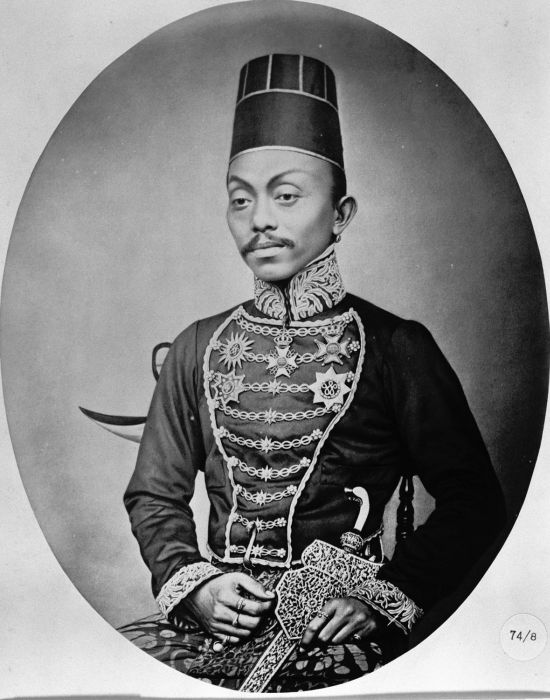
Пакубувоно IX
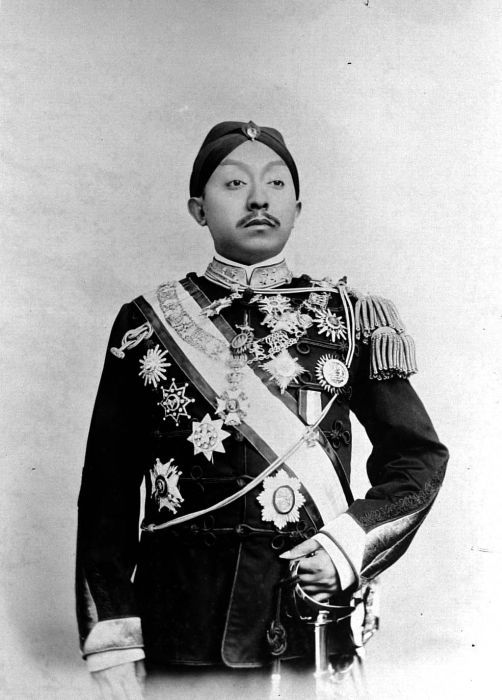
Пакубувоно X
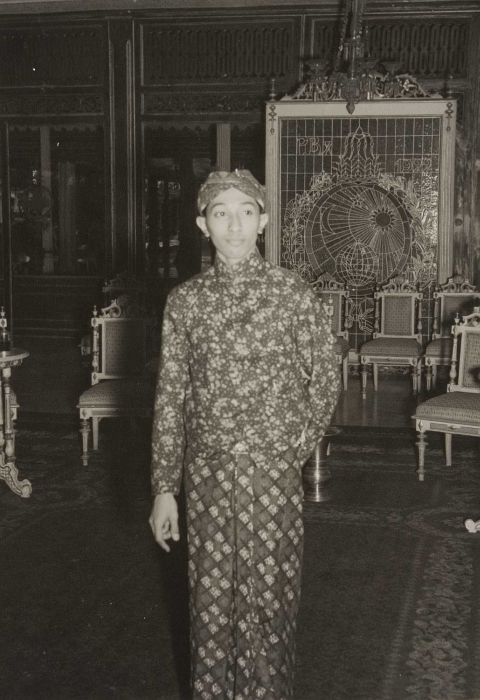
Пакубувоно XII